# Spartak Gogniyev
Bản mẫu:Eastern Slavic name
Spartak Arturovich Gogniyev (tiếng Nga: Спартак Артурович Гогниев, tiếng Ossetia: Гогуниты Артуры фырт Спартак; sinh ngày 19 tháng 1 năm 1981) là một cầu thủ bóng đá người Nga. Anh thi đấu cho F.K. Kuban Krasnodar.

## Sự nghiệp
Anh có màn ra mắt tại Giải bóng đá ngoại hạng Nga năm 2000 cho F.K. Dynamo Moskva. Anh thi đấu hai trận tại UEFA Cup 2000–01 cho F.K. Dynamo Moskva and hai trận (ghi 1 bàn thắng) tại vòng loại UEFA Champions League 2003–04 cho P.F.K. CSKA Moskva.

## Danh hiệu
- Giải bóng đá ngoại hạng Nga (1): 2003
- Cúp quốc gia Nga (1): 2002
- Russian First Division best striker: 2010[1]
- Giải bóng đá Quốc gia Nga top scorer: 2012/13 (17 bàn)